# 迪克·法利
理查德·L·法利（英語：Richard L. Farley，1932年4月13日—1969年10月1日），美国NBA联盟前职业篮球运动员。他在1954年的NBA选秀中第2轮第15顺位被西拉丘斯国民选中。